# Andreas Hinkel
Andreas Hinkel (Backnang, 1982. március 26. –) német válogatott  labdarúgó.
A német válogatott tagjaként részt vett a 2004-es Európa-bajnokságon és a 2005-ös konföderációs kupán.

## Sikerei, díjai
Stuttgart
- Német bajnoki ezüstérmes (1): 2002–03

Sevilla
- Spanyol kupagyőztes (1): 2006–07
- Spanyol szuperkupagyőztes (1): 2007
- UEFA-kupa győztes (1): 2006–07
- UEFA-szuperkupa győztes (1): 2006

Celtic
- Skót bajnok (1): 2007–08
- Skót ligakupagyőztes (1): 2008–09